# Zelda Williams
Zelda Rae Williams (Nueva York, Estados Unidos; 31 de julio de 1989) es una actriz, directora, productora y escritora estadounidense, hija del actor Robin Williams y la productora de cine Marsha Garces Williams. También ha trabajado como actriz de voz, y es principalmente reconocida por hacer la voz de Kuvira en la serie de Nickelodeon, La Leyenda de Korra.

## Primeros años
Zelda es hija de Robin Williams y de su segunda esposa Marsha Garces Williams, tiene un medio hermano mayor Zachary Pym Williams y un hermano menor Cody Williams.

## Carrera
Empezó a trabajar en la industria hollywoodense debutando con solo 15 años, junto a su padre en el drama cómico de 2004 “House of D”. Aunque más tarde en su carrera, contó en una entrevista para E! Online que le costaba encajar en proyectos cinematográficos, pues podía sentir la presión de demostrar que era una actriz digna de la talla de su padre. Además de no sentir que era tan bella como otras actrices en la industria. Por ello decide comenzar a centrarse en escribir, en lugar de la actuación.
En 2014 debuta como actriz de voz en la serie La leyenda de Korra, y al año siguiente para la serie animada de Las Tortugas Ninja.
Tras la muerte de su padre en 2014, se mantuvo un tiempo alejada de las redes sociales, ya que comenzó a sufrir de ciberacoso. En 2015, tanto ella como sus hermanos van a juicio contra la viuda de Robin Williams, Susan Schneider, litigando por objetos personales como camisetas del actor y cuadros que guardan un legado sentimental. Meses más tarde lograron llegar a un acuerdo para repartirse la herencia de su padre.
Zelda decidió seguir el ejemplo altruista de su padre, y comenzó a ayudar a la organización benéfica Challenged Athletes Foundation. Y también aporta ayuda a organizaciones que ayudan a las personas que luchan con enfermedades mentales.
A sus 31 años, en 2018, debuta como escritora, directora y productora con el cortometraje “Shrimp”, que se estrenó ese mismo año en el Festival de Cine de Tribeca.

## Vida personal
- Williams se ha descrito como una ávida deportista[cita requerida] y jugadora de videojuegos, además de ser fan de la serie homónima, The Legend of Zelda. Ha declarado que The Legend of Zelda: Majora's Mask es su juego favorito y expresó su apoyo a su lanzamiento para Nintendo 3DS al apoyar la campaña de fans Operation Moonfall.[9]

- En mayo de 2014, se revelo que desde 2013 a 2016, Williams salió con el actor Jackson Heywood.[10] pero la relación terminó después de tres años. Es abiertamente bisexual.[11]

- Su nombre se debe a la Princesa Zelda de la serie de videojuegos The Legend of Zelda. Ya que su padre se hizo fanático de la saga tras haber jugado el juego en 1987.[12] En junio de 2011, Zelda y Robin aparecieron en un anuncio de televisión para promocionar el videojuego The Legend of Zelda: Ocarina of Time 3D.[13][14]

- Apareció en el videoclip Buy My Love de Wynter Gordon. También hizo un cameo junto con su padre en el videoclip You Make Me Feel... de Cobra Starship.[15]

## Filmografía
| Año  | Título                                   | Personaje                            |
| ---- | ---------------------------------------- | ------------------------------------ |
| 1994 | In Search of Dr. Seuss                   |                                      |
| 1995 | Nine Months                              |                                      |
| 2004 | House of D                               | Melissa                              |
| 2008 | Were the World Mine                      | Frankie                              |
| 2009 | Don't Look Up                            | Matya                                |
| 2010 | See You on the Other Side                | Zoey Meola                           |
| 2010 | Jezuz Loves Chaztity                     | Chaztity                             |
| 2010 | Detention                                | Sara                                 |
| 2011 | Stupid Questions                         | Lucy                                 |
| 2012 | A Beer Tale                              | Kelly                                |
| 2012 | Noobz                                    | Rickie                               |
| 2012 | Checked Out                              | Marissa                              |
| 2013 | Teen Wolf                                | Caitlin                              |
| 2013 | Never                                    | Nikki                                |
| 2014 | The Legend of Korra                      | Kuvira (voz)                         |
| 2015 | Las tortugas ninja                       | Mona Lisa / Y'Gythgba (voz)          |
| 2016 | Dead of Summer                           | Drew Reeves                          |
| 2017 | Stitchers                                | Zelda                                |
| 2017 | Mentes criminales                        | Melissa Miller                       |
| 2018 | Locating Silver Lake                     | Ella                                 |
| 2018 | Shrimp                                   | Jess                                 |
| 2019 | Dark/Web                                 | Cheshire                             |
| 2019 | Jane the Virgin                          | Leona                                |
| 2019 | Rise of the Teenage Mutant Ninja Turtles | Varios papeles (voz)                 |
| 2020 | A Disagreement About Flies               | Lydia                                |
| 2021 | The Last Worker (Videojuego)             | Emma (voz)                           |
| 2022 | Julius Caesar Live!                      | Portia                               |
| 2022 | Rise of the TMNT Shorts                  | Recluta a pie, Cassandra Jones (voz) |
| 2024 | Transformers: Earthspark                 | Spitfire (voz)                       |